# The Worst of Jefferson Airplane
The Worst of Jefferson Airplane är den ironiska titeln på det första samlingsalbumet utgivet av den amerikanska rockgruppen Jefferson Airplane genom skivbolaget RCA Victor november 1970.
Albumet innehåller låtarna "White Rabbit" och "Somebody To Love", båda från 1967 års Surrealistic Pillow, vilka var bandets största framgångar och som än idag är synonyma till den psykedeliska eran i San Francisco.
Låtarna på skivan sträcker sig från debutalbumet Jefferson Airplane Takes Off från 1966 till Volunteers från 1969 och täcker på så sätt in hela bandets gyllene period i slutet av 60-talet.

## Låtlista
Sida 1
1. "It's No Secret" (Balin) (från Jefferson Airplane Takes Off) – 2:37
2. "Blues From an Airplane" (Balin/Spence) (från Jefferson Airplane Takes Off) – 2:10
3. "Somebody to Love" (D. Slick) (från Surrealistic Pillow) – 2:54
4. "Today" (Balin/Kantner) (från Surrealistic Pillow) – 2:57
5. "White Rabbit" (G. Slick) (från Surrealistic Pillow) – 2:27
6. "Embryonic Journey" (Kaukonen) (från Surrealistic Pillow) – 1:51
7. "Martha" (Kantner) (från "After Bathing at Baxter's") – 3:21
8. "The Ballad of You & Me & Pooneil" (Kantner) (från After Bathing at Baxter's) – 4:30

Sida 2
1. "Crown of Creation" (Kantner) (från Crown of Creation) – 2:53
2. "Chushingura" (Dryden) (från Crown of Creation) – 1:17
3. "Lather" (G. Slick) (från Crown of Creation) – 2:55
4. "Plastic Fantastic Lover" (Balin) (från Bless Its Pointed Little Head) – 3:39
5. "Good Shepherd" (trad./Kaukonen) (från Volunteers) – 4:22
6. "We Can Be Together" (Kantner) (från Volunteers) – 5:50
7. "Volunteers" (Balin/Kantner) (från Volunteers) – 2:03

Bonuslåtar på CD-utgåvan från 2006
1. "Watch Her Ride" (Kantner) (från After Bathing at Baxter's)
2. "Greasy Heart" (G. Slick) (från Crown of Creation)

## Medverkande
På Jefferson Airplane Takes Off:
- Signe Anderson – sång
- Skip Spence – trummor
- Marty Balin – sång, rytmgitarr
- Jack Casady – basgitarr
- Paul Kantner – sång, rytmgitarr
- Jorma Kaukonen – sologitarr, sång

På Surrealistic Pillow, After Bathing at Baxter's, Crown of Creation, Bless Its Pointed Little Head och Volunteers:
- Grace Slick – sång, piano, orgel, blockflöjt
- Spencer Dryden – trummor, percussion
- Marty Balin – sång, rytmgitarr
- Jack Casady – basgitarr
- Paul Kantner – sång, rytmgitarr
- Jorma Kaukonen – sologitarr, sång

Bidragande musiker
- Gary Blackman – sång (spår 11)
- Gene Twombly – ljudeffekter (spår 11)
- Nicky Hopkins – piano (spår 14, 15)

Annat
- Jefferson Airplane, Bill Thompson, Pat Ieraci (Maurice) – valde ut låtarna som kom med på albumet
- Alton Kelley, Wes Wilson – omslagsdesign